# Картошкина, Августа Васильевна
Августа Васильевна Картошкина (род. 11 марта 1938, Кумёнский район, Кировская область) — мастер машинного доения племзавода «Красный Октябрь» Кумёнского района Кировской области, полный кавалер ордена Трудовой Славы (1986).

## Биография
Родилась в 1938 году в деревне Черемени Вожгальского района Кировской области (ныне не существует, территория Куменского района той же области). Русская. В 1954 году окончила 8 классов Вожгальской средней школы Куменского района.
Трудовую деятельность начала в 1954 году в колхозе «Красный Октябрь» рядовой колхозницей. Трудилась пастухом, телятницей, дояркой. Вместе со своей ученицей Татьяной Черемискиной возглавляла социалистическое соревнование, проявила себя заботливой наставницей молодёжи.
Когда началось освоение целины, вместе с молодыми комсомольцами поехала на целинные земли. В 1959—1963 трудилась разнорабочей зерносовхоза «Панфиловский» Павлодарской области Казахской ССР. Затем в течение года работала рабочей в хлебопекарне города Гдов Псковской области.
В 1964 году вернулась домой. Вновь работала в колхозе «Красный Октябрь» рядовой колхозницей. С 1969 года более 30 лет проработала дояркой, телятницей, техником по искусственному осеменению, мастером машинного доения на животноводческой ферме колхоза в деревне Чёкоты Кумёнского района Кировской области. В 1974 году вступила в КПСС. Выращивала высокопродуктивных животных.
Указами Президиума Верховного Совета СССР от 10 марта 1976 и от 13 марта 1981 года награждена орденами Трудовой Славы 3-й и 2-й степеней.
В 1982 году выступила инициатором по раздою первотелок и перешла работать в качестве доярки на вновь организованный контрольный двор. За 1982—1985 годы в среднем за год с каждой из закрепленных первотелок получила по 4230 кг молока, а в 1985 году — 4246, на 400 кг больше, чем в среднем по колхозу.
Указом Президиума Верховного Совета СССР от 29 августа 1986 года Картошкина Августа Васильевна награждена орденом Трудовой Славы 1-й степени. Слала полным кавалером ордена Трудовой Славы.
Трудилась на ферме СПК племзавода «Красный Октябрь» до выхода на заслуженный отдых. Продолжает общественную работу в составе совета ветеранов родного хозяйства.
Живёт в деревне Чёкоты Кумёнского района.

## Награды
Награждена орденами Трудовой Славы 1-й, 2-й, 3-й степеней:
3 ст. 10.03.1976 № 302847
2 ст. 13.03.1981 № 11753
1 ст. 29.08.1986 № 569
- медалями, в том числе медалями ВДНХ СССР, знаками «Ударник пятилетки», «Победитель социалистического соревнования»[1].